# Placido Maria Tadini
Placido Maria Tadini O.C.D. (originalmente Luigi Placido Tadini; nascido em 11 de outubro de 1759 em Moncalvo; † 22 de novembro de 1847 em Gênova) foi um cardeal italiano da Igreja Romana e arcebispo de Gênova.

## Vida
Ainda jovem, Tardini ingressou na Ordem dos Carmelitas Descalços. Após ser ordenado subdiácono em 12 de novembro de 1780, formou-se mestre em teologia. Ele foi ordenado sacerdote em 21 de setembro de 1782 em Roma, após o que trabalhou como professor de teologia moral, como consultor da Congregação Index e como examinador do clero romano da cidade para adequação ao ensino acadêmico. Ele também foi vice-geral de sua ordem.
Em 13 de agosto de 1829 Tadini foi nomeado Bispo de Biella. O cardeal Francesco Bertazzoli deu-lhe a consagração episcopal em 18 de outubro de 1829, os co-consagradores foram os arcebispos da cúria Luigi Bottiglia Savoulx e Giovanni Soglia Ceroni. Em 20 de outubro de 1829, Pio VIII o nomeou Assistente Papal do Trono. Em 1831 foi nomeado Administrador Apostólico de Gênova, de 2 de julho de 1832 até sua morte em 1847 foi Arcebispo de Gênova. Papa Gregório XVI criou Tadini no consistório de 6 de abril de 1835 cardeal e o nomeou em 24 de julho do ano Cardeal Sacerdote da igreja titular de Santa Maria in Traspontina. Tadini não participou do conclave de 1846.
De acordo com uma gravura sobrevivente, o cardeal era um dos titulares da ordem de cavaleiros de St. Maurício e Lázaro .

## Link externo
- Sylwetka w słowniku biograficznym kardynałów Salvadora Mirandy
- Catholic-Hierarchy